# 西京工商日報
《工商日報》，原稱《西京工商日報》，1934年4月20日由郭瑞甫和刘文伯創辦於中華民國陝西省西安市，主要宣傳抗日救國，並關注於經濟與商業。在日本侵華戰爭開始後，該報發行量達到萬份，成爲西安發行量最大的報紙。1943年，《工商日報》與《秦風日報》合併爲《秦風日報·工商日報聯合版》。1946年停刊。